# Ordinalskala
Eine Ordinalskala sortiert Variablen mit Ausprägungen, zwischen denen eine Rangordnung besteht. Ordinalskalierte Variablen enthalten Nominal-Informationen und auch Informationen über die Reihung (Ordnung) der Variablenwerte. Beobachtungen auf einem Merkmal mit ordinalem Messniveau können hinsichtlich dieses Merkmals gruppiert und ihrer Größe nach geordnet werden.
Werden die Merkmalsausprägungen (Kategorien) mit (Rang-)Zahlen (Ordnungsziffern) bezeichnet, werden diese so gewählt, dass die Rangfolge der Zahlen der Rangfolge der Ausprägungen entspricht. Das heißt, eine Beobachtung bzw. ein Objekt mit einem höheren Rang besitzt auch eine höhere Ausprägung auf dem betrachteten Merkmal als eine Beobachtung mit einem niedrigeren Rang. Über die Größe des Merkmalsunterschieds zwischen den Objekten, d. h. über die Abstände zwischen den Rangplätzen, lässt sich aber keine Aussage machen.

## Formale Bedingungen
Zusätzlich zu den Bedingungen zur Konstruktion einer Nominalskala erfordert die Konstruktion einer Ordinalskala:
TrichotomieEs gilt entweder a größer b, oder b größer a, oder a gleich b.
TransitivitätWenn a größer b und b größer c, dann muss a größer c gelten.

## Beispiele
Bei der Ordinalskala geht es nur darum, eine Reihenfolge oder Rangfolge festzustellen. Bei einem Wettlauf kann ein erster, zweiter etc. Platz vergeben werden. Dabei spielt es keine Rolle, ob der Erstplatzierte eine Stunde oder eine Sekunde vor dem Zweiten im Ziel war. Weitere Beispiele, bei denen direkt Ränge vergeben werden:
- Rangfolge der Lieblingsfarben einer Person
- Rankings (z. B. Hochschulrankings)[1].

Nachfolgende Tabelle enthält Beispiele für ordinalskalierte mit kategorialen Merkmalen, hierbei werden zwar keine direkten Ränge vergeben, jedoch liegt den Ausprägungen dennoch eine Rangfolge zugrunde.
| Merkmal                          | Kategorien                                                            |
| -------------------------------- | --------------------------------------------------------------------- |
| Dekubitusrisiko                  | geringes bis hohes Risiko nach der Norton-Skala                       |
| Zufriedenheit mit einem Produkt  | sehr zufrieden > eher zufrieden > eher unzufrieden > sehr unzufrieden |
| Selbsteinstufung des Einkommens1 | hoch > mittel > niedrig                                               |
| Schulische Leistung2             | sehr gut > gut > befriedigend > ausreichend > mangelhaft > ungenügend |
| Dienstrang beim Militär          | General > Major > Leutnant > Feldwebel > Unteroffizier > Gefreiter    |

1 Wird das Einkommen in Klassen eingeteilt (z. B. 0 bis 999 Euro, 1000 bis 2000 Euro, über 2000 Euro), handelt es sich um ein ordinal skaliertes Merkmal. Wird dagegen der genaue Betrag erhoben und statistisch verarbeitet, liegt ein metrisches Merkmal vor. Da die Auskunftsbereitschaft bei der Angabe des genauen Einkommens geringer ist, wird in vielen Umfragen auf eine Abfrage der Einkommensklassen zurückgegriffen.
2 Schulnoten werden oft so verwendet, als wären sie metrisch skaliert, indem z. B. der Durchschnitt berechnet wird. Problematisch wird es, wenn eine solche Verwendung ernste Konsequenzen hat, z. B. bei der Beurteilung verschiedener Unterrichtsmethoden.
Ein weiteres Beispiel für die Konsequenzen der Beschränkung auf das ordinale Messniveau findet sich unter Arrow-Theorem.

## Mögliche Operationen
Auch wenn Kategorien durch Zahlen kodiert werden, sind mathematische Operationen mit diesen Zahlen nicht sinnvoll, da sie keinen numerischen Wert, sondern eine Kategorie (z. B. zufrieden) darstellen. So ist beispielsweise eine Division „zufrieden/unzufrieden“ wenig sinnvoll. Da es sich bei Schulnoten in der Regel um ordinalskalierte Merkmale handelt, ist die Bildung von Durchschnittsnoten eigentlich nicht sinnvoll, wird aber in Bildungseinrichtungen regelmäßig durchgeführt. Qualitative Vergleiche („größer/kleiner als“) können allerdings durchgeführt werden.
Ebenfalls möglich ist das Bestimmen von Auftrittshäufigkeiten der Kategorien in einer Menge von Untersuchungsobjekten (oder das Bestimmen von Auftrittshäufigkeiten von Merkmalsausprägungen kleiner oder größer als eine bestimmte Kategorie). Als Lageparameter dient hier der zentrale Wert, der die Stichprobe halbiert, der sogenannte Medianwert.

## Erlaubte Transformationen
Sämtliche Transformationen mittels (streng) monoton steigender Funktionen sind zulässig.

## Mathematische Deutung
Aus mathematischer Sicht ist eine Ordinalskala {\displaystyle S} eine Menge, für die Folgendes gilt:
1. Es existiert eine Äquivalenzrelation {\displaystyle E\subseteq S\times S}, nämlich die Identitätsrelation auf {\displaystyle S}: {\displaystyle E=\operatorname {id} _{S}=\left\{\,(m,m)\mid m\in S\,\right\}}.
2. Es existiert eine lineare (totale) Ordnungsrelation {\displaystyle O\subseteq S\times S}.

Jedes Element {\displaystyle m\in S} heißt Ausprägung von {\displaystyle S}.
Jede Ordinalskala ist, als Untermenge, eine Nominalskala.